# Малый повзрослел ч.1
«Малый повзрослел ч.1» — четвёртый студийный альбом Макса Коржа, выпущенный 25 ноября 2016 года на лейбле «Respect Production». В феврале 2017 года был выпущен клип на трек «Малый повзрослел».

## Список композиций
| №                   | Название                           | Длительность |
| ------------------- | ---------------------------------- | ------------ |
| 1.                  | «Своё заберу»                      | 3:55         |
| 2.                  | «Малый повзрослел»                 | 3:27         |
| 3.                  | «Маклауд»                          | 2:58         |
| 4.                  | «Стилево»                          | 1:50         |
| 5.                  | «Без косяка» (при уч. Леха Лазько) | 2:42         |
| 6.                  | «Крутой чел»                       | 4:28         |
| 7.                  | «Настоящий»                        | 3:49         |
| 8.                  | «Эмилия»                           | 3:26         |
| 9.                  | «Мой друг»                         | 3:33         |
| 10.                 | «Бессонница (Zest Remix)»          | 2:56         |
| Общая длительность: | Общая длительность:                | 33:04        |

## Критика
Андрей Недашковский из портала The Flow характеризует альбом как «музыку вселенной, где один из заглавных мотивов творчества — авантюризм путешествий, раскрывается через новые звучания традиционных дворовых тем, замешанных на чувствах „пацанского братства“ и истинной свободы».
Портал The Flow поместил альбом на 5 строчку «33 лучших отечественных альбомов 2016», а сайт Rap.ru присвоил альбому 4 место в рейтинге «20 лучших русских альбомов 2016 года».

## Чарты
| Чарты (2017)            | Высшая позиция |
| ----------------------- | -------------- |
| Россия (ВКонтакте)      | 1              |
| Россия (Apple Music)    | 1              |
| Украина (ITunes Store)  | 1              |
| Украина (Apple Music)   | 3              |
| Беларусь (Apple Music)  | 1              |
| Беларусь (ITunes Store) | 2              |
| Армения (Apple Music)   | 1              |
| Грузия (Apple Music)    | 6              |